# Karl Maximilian Marsson
Karl Maximilian Marsson (Wolgast, 26 de junio de 1845-Berlín, 13 de diciembre de 1909) fue un farmacéutico, naturalista, pteridólogo y algólogo alemán. Obtuvo su doctorado en la Universidad de Heidelberg. Realizó estudios de la flora de Pomerania.
Los estudios sobre la presencia de ciertos organismos de aguas residuales de Robert Lauterborn fueron una base importante para el desarrollo del sistema de detección de saprofitos de Richard Kolkwitz y de Marsson en 1900, que todavía se considera el método estándar (DIN 38410) para estudiar la calidad del agua de los ríos.

## Eponimia
Género
- (Gesneriaceae) Marssonia H. Karst.[1]

Especies
- (Cyperaceae) Carex marssonii Auersw.[2]
- (Poaceae) Alopecurus marssonii Hausskn. ex Shennikov[3]
- (Rosaceae) Rubus marssonii Holzf.[4]
- (Rosaceae) Rubus marssonianus H.E.Weber[5]

## Algunas publicaciones
- 1908	Ökologie der pflanzlichen Saprobien. Con Richard Kolkwitz. Editor Borntraeger, 15 pp.
- 1904	Die Abwasser-Flora und Fauna einiger Kläranlagen bei Berlin und ihre Bedeutung für die Reinigung städtische Abwässer. Editor Hirschwald, 42 pp.
- 1904	Gutachtlicher Bericht der Königlichen Prüfungsanstalt für Wasserversorgung und Abwässerbeseitigung in Sachen betr. Die Untersuchung über die Verunreinigung des Mains: Erstattet im Auftr. D. Minist... 178 pp.
- 1902	Grundsätze für die biologische beurtheilung des wassers, nach seiner flora und fauna. Con Richard Kolkwitz. Editor Druck von L. Schumacher, 72 pp.
- 1901	Hydrobiologische und hydrochemische Untersuchungen über die Vorfluter-Systeme der Bake, Nuthe, Panke und Schwärze. Sanitätswesen, 3ª ed. vol. 21, Suppl.